# Wybrzeże limanowe
Uzasadnienie: Artykuły obejmują to samo zagadnienie.

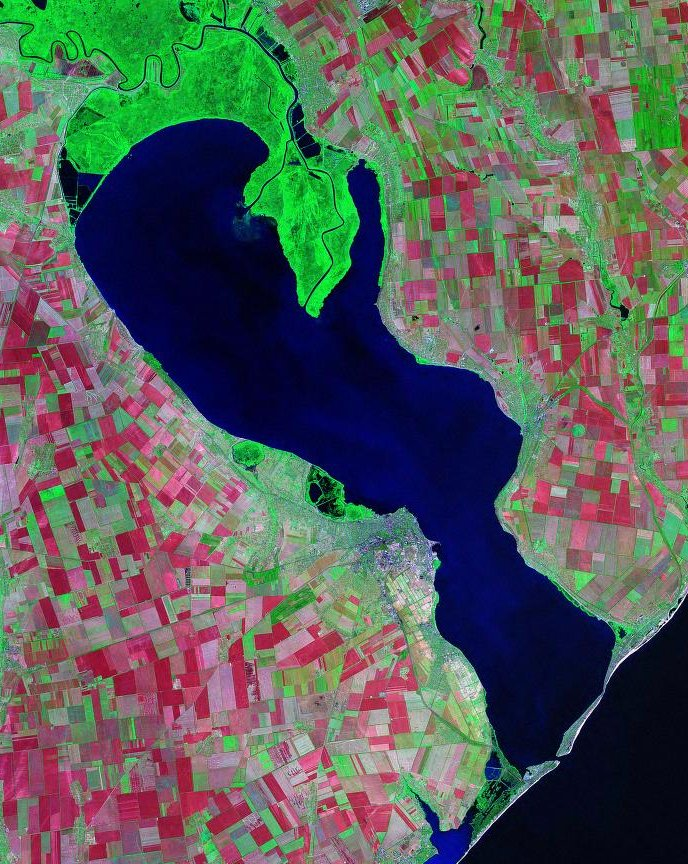
Ujście Dniestru – przykład wybrzeża limanowego

Wybrzeże limanowe/sowinowe – typ wybrzeża, na którym w czasie przypływu zalewane są ujściowe odcinki rzek o charakterze lejkowym. Wraz z odpływem fale morskie unoszą muł z rzeki i budują wał między ujściem a otwartym morzem. Powstaje liman, czyli zatoka utworzona z ujściowego odcinka jaru rzeki. Po jej całkowitym odcięciu przez mierzeję może powstać jezioro limanowe, którego wody przesiąkać będą do morza. Jest to forma charakterystyczna dla obszarów o budowie płytowej.
Przykłady występowania jezior limanowych:
- północno-zachodnie wybrzeże Morza Czarnego (w okolicach Odessy)
- wschodnie wybrzeża Zatoki Gwinejskiej